# Afro-messicani

Distribuzione delle persone di origine africana in Messico, 2020.

Gli afro-messicani (in spagnolo afromexicanos), noti anche come messicani neri (in spagnolo mexicanos negros), sono messicani che hanno origini dall'Africa subsahariana e si identificano come tali. Come popolazione unica, gli afro-messicani includono individui discendenti sia da africani liberi che schiavizzati che arrivarono in Messico durante l'era coloniale, così come migranti post-indipendenza. Questa popolazione include persone di origine africana provenienti dai paesi vicini di lingua inglese, francese e spagnola dei Caraibi e dell'America centrale, discendenti di africani schiavizzati in Messico e quelli del profondo Sud durante la schiavitù negli Stati Uniti e, in misura minore, migranti recenti direttamente dall'Africa. Oggi, ci sono comunità localizzate in Messico con una significativa, anche se non predominante, ascendenza africana. Sono concentrati principalmente in comunità specifiche, tra cui le popolazioni degli Stati di Oaxaca, Huetamo, Lázaro Cárdenas, Guerrero e Veracruz.
Durante il secolo successivo alla conquista spagnola dell'Impero azteco del 1519, un numero significativo di schiavi africani fu portato a Veracruz. Secondo The Atlantic Slave Trade: A Census di Philip D. Curtin, circa 200.000 schiavi africani furono rapiti e portati in Nuova Spagna, che in seguito divenne il moderno Messico.
La creazione di un'identità nazionale messicana, specialmente dopo la Rivoluzione messicana, ha enfatizzato gli amerindi indigeni del Messico e l'eredità spagnola europea, escludendo la storia africana e i contributi dalla coscienza nazionale del Messico. Sebbene il Messico avesse un numero significativo di africani ridotti in schiavitù durante l'era coloniale, gran parte della popolazione di origine africana è stata assorbita dalle popolazioni circostanti meticce (misto europeo/amerindi), mulatte (misto europeo/africano) e indigene attraverso unioni tra i gruppi. Verso la metà del ventesimo secolo gli studiosi messicani sostenevano la visibilità dei neri. Solo nel 1992 il governo messicano ha riconosciuto ufficialmente la cultura africana come una delle tre principali influenze sulla cultura del Messico, le altre erano quella spagnola e quella indigena.
L'eredità genetica di un significativo numero di africani schiavizzati dell'era coloniale del Messico è dimostrata nei messicani non neri: sono infatti presenti tracce di DNA africano subsahariano nel messicano medio. Nel censimento del 2015, il 64,9% (896.829) degli afro-messicani si identificava anche come amerindi indigeni messicani. È stato anche riportato che il 9,3% degli afro-messicani parla una lingua indigena messicana.
Circa il 2,4-3% della popolazione messicana ha una discendenza africana significativamente ampia, con 2,5 milioni di persone auto-riconosciute durante la stima inter-censimento del 2020. Tuttavia, alcune fonti stimano il numero ufficiale a circa il 5% della popolazione totale. Mentre altre fonti implicano che a causa della cancellazione sistemica dei neri dalla società messicana e della tendenza degli afro-messicani a identificarsi con altri gruppi etnici diversi dagli afro-messicani, la percentuale di afro-messicani è molto probabilmente in realtà molto più alta di quanto afferma il numero ufficiale. Nel 21º secolo, alcune persone che si identificano come afro-messicani sono figli e nipoti di immigrati neri naturalizzati dall'Africa e dai Caraibi. La stima inter-censimento del 2015 è stata la prima volta in cui gli afro-messicani hanno potuto identificarsi come tali ed è stato uno sforzo preliminare per includere l'identità prima del censimento del 2020 che ora mostra che la popolazione del paese è del 2,04%. La domanda posta nel sondaggio era "In base alla tua cultura, storia e tradizioni, ti consideri nero, ovvero afro-messicano o afro-discendente?" ed è nata in seguito a varie denunce presentate da gruppi per i diritti civili e funzionari governativi.
Alcuni dei loro attivisti, come Benigno Gallardo, ritengono che le loro comunità manchino di "riconoscimento e differenziazione" da parte di quella che lui chiama "la cultura messicana dominante".

## Storia

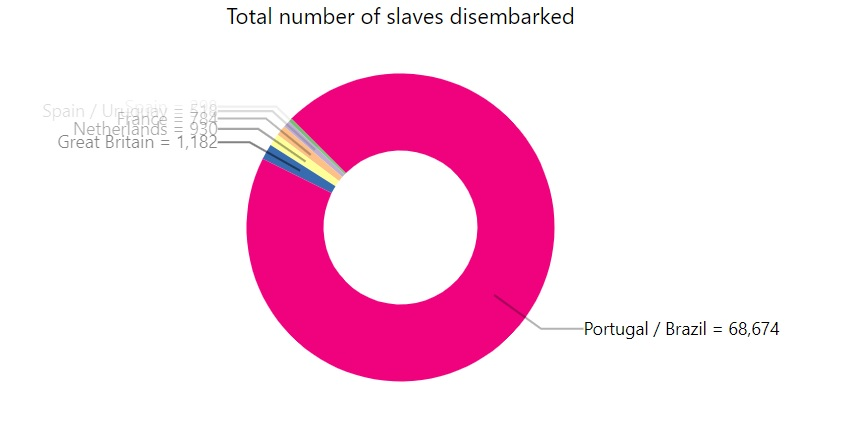
Schiavi sbarcati in Messico battenti bandiera marittima dal 1450 al 1866

Gli schiavi africani vennero portati in Messico appositamente dai mercanti di schiavi portoghesi e britannici.
Gli afro-messicani si impegnarono in una varietà di attività economiche come schiavi e come persone libere. Il Messico non divenne mai una società basata sulla schiavitù, come accadde nelle colonie meridionali anglo-americane o nelle isole caraibiche, dove le piantagioni impiegavano un gran numero di schiavi nei campi. Al momento della conquista, il Messico centrale aveva una popolazione indiana numerosa e organizzata gerarchicamente che forniva manodopera in gran parte forzata. L'economia messicana utilizzò la manodopera degli schiavi africani durante il periodo coloniale, in particolare nelle città spagnole come lavoratori domestici, artigiani e operai nelle officine tessili (obrajes). Sebbene il Messico abbia celebrato le sue radici miste indigene ed europee meticce, la presenza e i contributi degli africani fino a poco tempo fa non facevano parte del discorso nazionale. Sempre più spesso, la documentazione storica è stata rivista per tenere conto della lunga presenza degli afro-messicani in Messico.

### Origini geografiche e tratta atlantica degli schiavi

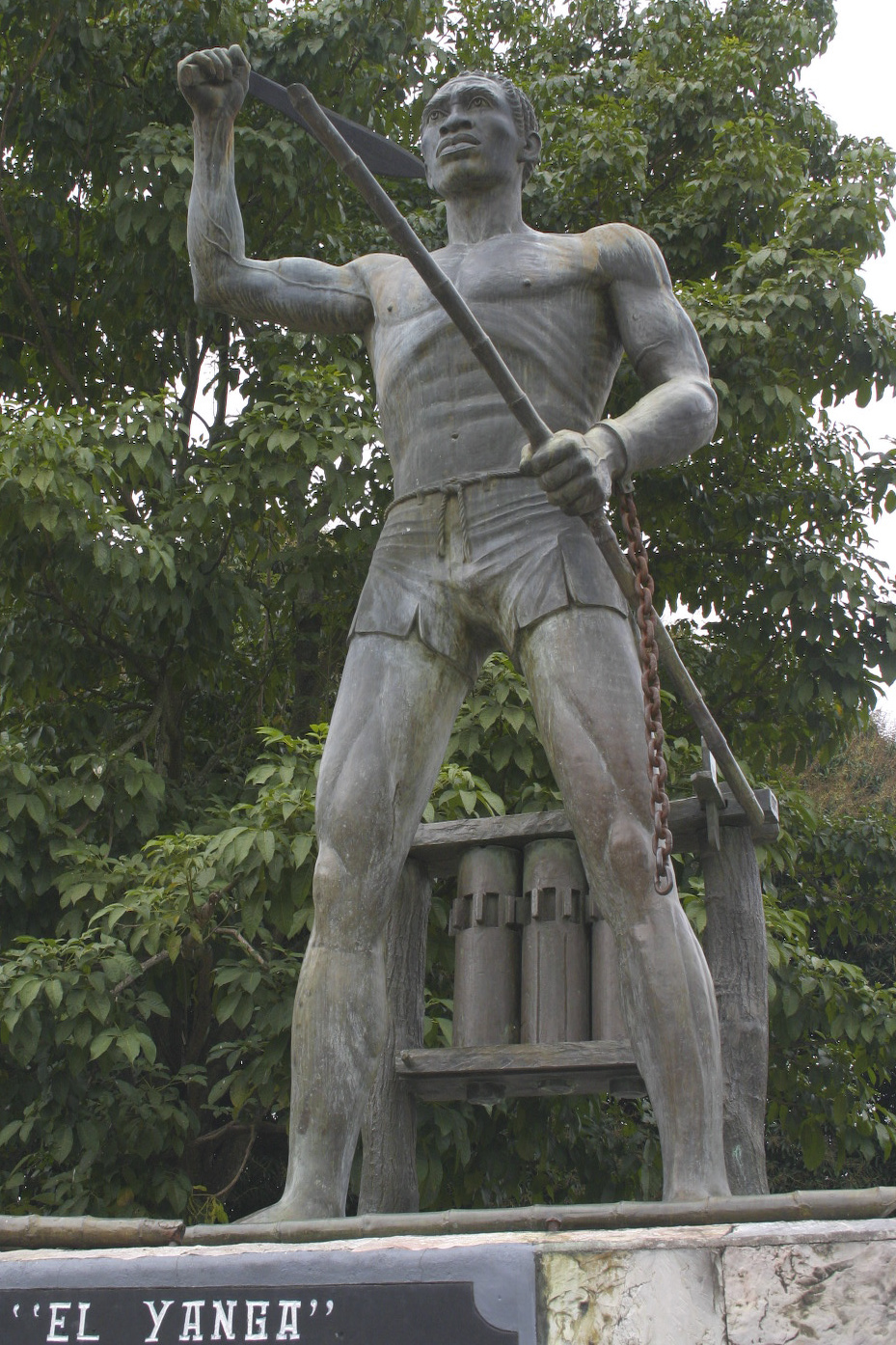
Monumento a Gaspar Yanga, fondatore della prima città libera di schiavi fuggitivi nel Nord America. L'insediamento è ora noto come Yanga, Veracruz.

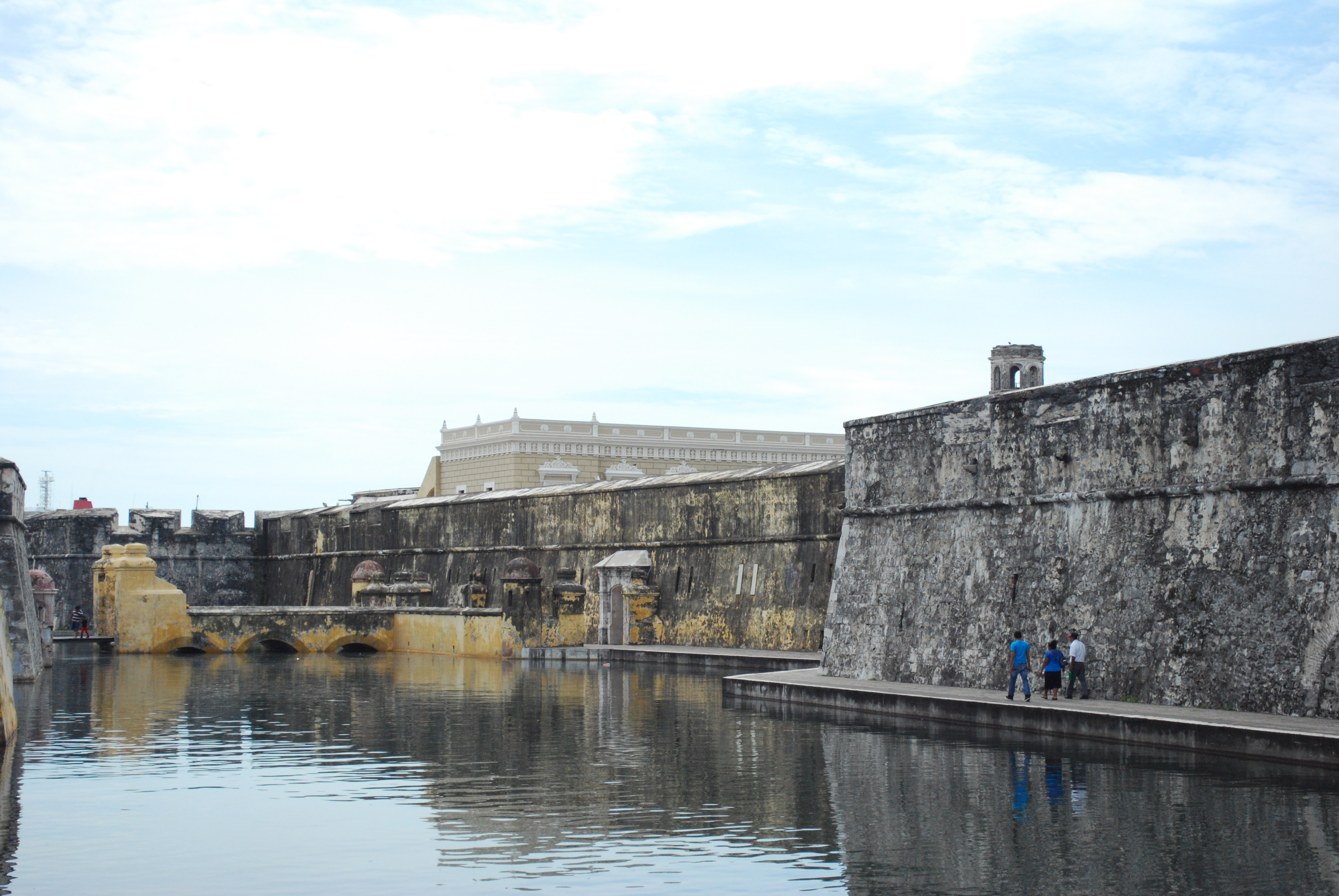
Parti del complesso del forte di San Juan de Ulúa furono costruite da schiavi africani occidentali e indigeni messicani. Nel 2017, il forte e la città di Yanga furono dichiarati "Siti della memoria" dall'INAH e dall'UNESCO come parte del progetto The Slave Route Project.

Sebbene ai sudditi spagnoli non fosse consentito partecipare al commercio di schiavi nell'Atlantico, l'asiento de negros (un contratto di monopolio emesso dalla Corona spagnola ad altre nazioni europee per fornire schiavi africani alle colonie spagnole nelle Americhe) assicurò una significativa presenza nera nell'America spagnola, incluso il Messico. La stragrande maggioranza aveva le proprie radici in Africa, non tutti gli schiavi facevano il viaggio direttamente in Nuova Spagna, alcuni provenivano da altri territori spagnoli, in particolare dai Caraibi. In Nueva España o Nuova Spagna che ora è il Messico, c'erano schiavi che venivano trasportati tramite navi dal 1521 al 1810. Quelli provenienti dall'Africa appartenevano principalmente a gruppi del Sudan occidentale, del Congo e dell'etnia Bantu.
Per decidere il sesso degli schiavi da inviare nel Nuovo Mondo, vennero eseguiti calcoli che includevano le prestazioni fisiche e la riproduzione. All'inizio metà degli schiavi importati erano donne e l'altra metà uomini, ma in seguito ci si rese conto che gli uomini potevano lavorare più a lungo senza fatica e che producevano risultati simili per tutto il mese, mentre le donne soffrivano più facilmente di dolori e malattie. In seguito, solo un terzo del totale degli schiavi erano donne.
Più tardi nel XVI secolo, gli schiavi neri arrivarono da Bran, Biafadas e Gelofe (a Capo Verde). Gli schiavi neri vennero classificati in diversi tipi, a seconda del loro gruppo etnico e origine, ma soprattutto in base alle caratteristiche fisiche. C'erano due gruppi principali. Il primo, chiamato Retintos, (o anche bruno), proveniva dal Sudan e dalla costa della Guinea. Il secondo tipo era composto da amulatados o amembrillados di colore della pelle più chiaro, se confrontati con altri neri ed erano distinguibili per i loro toni di pelle gialla.
La domanda di schiavi arrivò all'inizio del periodo coloniale, soprattutto tra il 1580 e il 1640, quando la popolazione indigena diminuì a causa di nuove malattie infettive. Carlo V iniziò a emettere un numero crescente di contratti (asientos) tra la corona spagnola e gli schiavisti privati specificamente per portare gli africani nelle colonie spagnole. Questi schiavisti fecero accordi con i portoghesi, che controllavano il mercato degli schiavi africani. Il Messico aveva importanti porti per gli schiavi nel Nuovo Mondo, a volte trattenendo schiavi portati dagli spagnoli prima che fossero inviati in altre parti dell'America Latina e dei Caraibi.
Secondo la società di test genetici 23andMe, la discendenza subsahariana predominante in Messico proviene dalla regione del Senegambia e della Guinea. Ciò contrasta con la discendenza nigeriana predominante negli Stati Uniti e in alcune parti dei Caraibi.

### Conquista e primi periodi coloniali

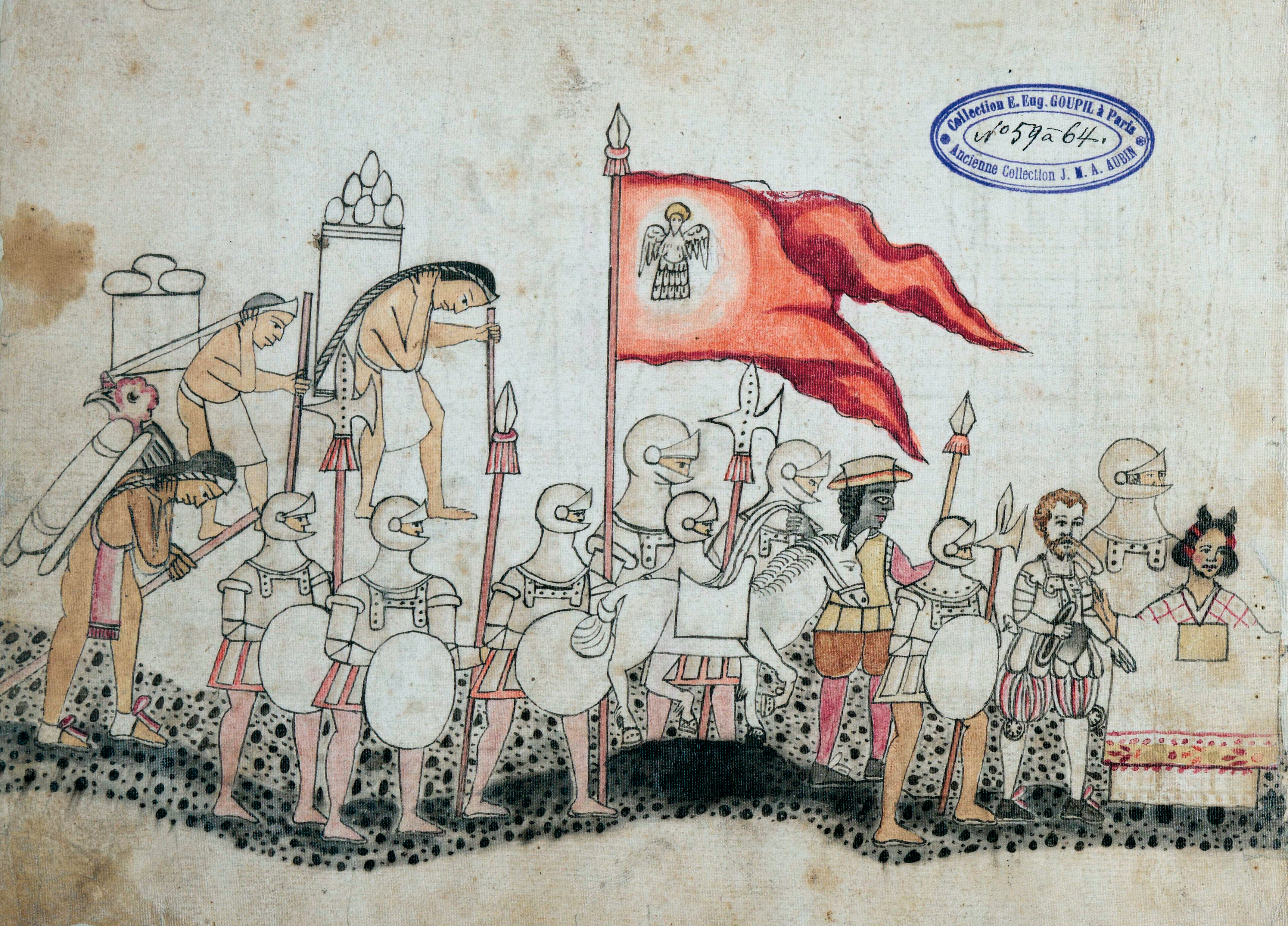
Conquistadores spagnoli guidati da Hernán Cortés. Gli spagnoli sono accompagnati da facchini nativi, Malinche e un uomo di colore che potrebbe essere Juan Garrido. Codice Azcatitlan.

Gli africani vennero portati in Messico dai conquistatori spagnoli e furono ausiliari nella conquista. Uno è mostrato nel Codex Azcatitlan (un codice azteco che descrive in dettaglio la storia dei Mexica e il loro viaggio migratorio da Aztlán alla conquista spagnola dell'Impero azteco) come parte dell'entourage del conquistatore Hernán Cortés. Nel resoconto della conquista dell'Impero azteco compilato dal francescano Bernardino de Sahagún, gli informatori nahua notarono la presenza di africani con capelli crespi e ricci in contrasto con i capelli lisci "gialli" e neri degli spagnoli. L'antropologo messicano Gonzalo Aguirre Beltrán contò sei neri che presero parte alla conquista spagnola dell'Impero azteco. Tra loro si distinse Juan Garrido, un soldato nero libero nato in Africa, cristianizzato in Portogallo, che partecipò alla conquista di Tenochtitlan e del Messico occidentale. Lo schiavo di un altro conquistador, Pánfilo de Narváez, è stato accusato della trasmissione del vaiolo ai Nahuas nel 1520. I primi schiavi erano probabilmente servitori personali o concubine dei loro padroni spagnoli, che erano stati portati in Spagna per primi e avevano accompagnato i conquistadores.
Mentre un certo numero di indigeni furono ridotti in schiavitù durante il periodo della conquista, la schiavitù indigena come istituzione fu proibita dalla corona, tranne nei casi di ribellione. Il francescano Toribio de Benavente Motolinia (1482-1568), che arrivò in Messico nel 1524 per evangelizzare i Nahuas, considerava i neri la "Quarta Piaga" (alla maniera delle piaghe bibliche) per i nativi messicani. Scrisse "Nei primi anni questi supervisori neri erano così assoluti nel maltrattare gli indiani, sovraccaricandoli, mandandoli lontano dalla loro terra e dando loro molti altri compiti che molti indiani morirono a causa loro e per mano loro, che è la caratteristica peggiore della situazione". Nello Yucatán, esistevano regolamenti che tentavano di impedire la presenza dei neri nelle comunità indigene. A Puebla, nel 1536, i regolamenti municipali tentarono di impedire ai neri di entrare nel mercato all'aperto tianguis, imponendo multe e cinquanta frustate nella piazza. A Città del Messico nel 1537, un certo numero di neri furono accusati di ribellione. Furono giustiziati nella piazza principale (zócalo) per impiccagione, un evento registrato in un manoscritto pittorico e alfabetico indigeno.
Una volta completata la fase militare della conquista nel Messico centrale, i coloni spagnoli a Puebla de los Ángeles, che era il secondo più grande insediamento spagnolo in Messico, cercarono donne africane schiavizzate per lavori domestici, come cuoche e lavandaie. La proprietà di schiavi domestici era uno status symbol per gli spagnoli e le doti delle donne spagnole benestanti includevano schiavi africani.

### Status giuridico nell'era coloniale

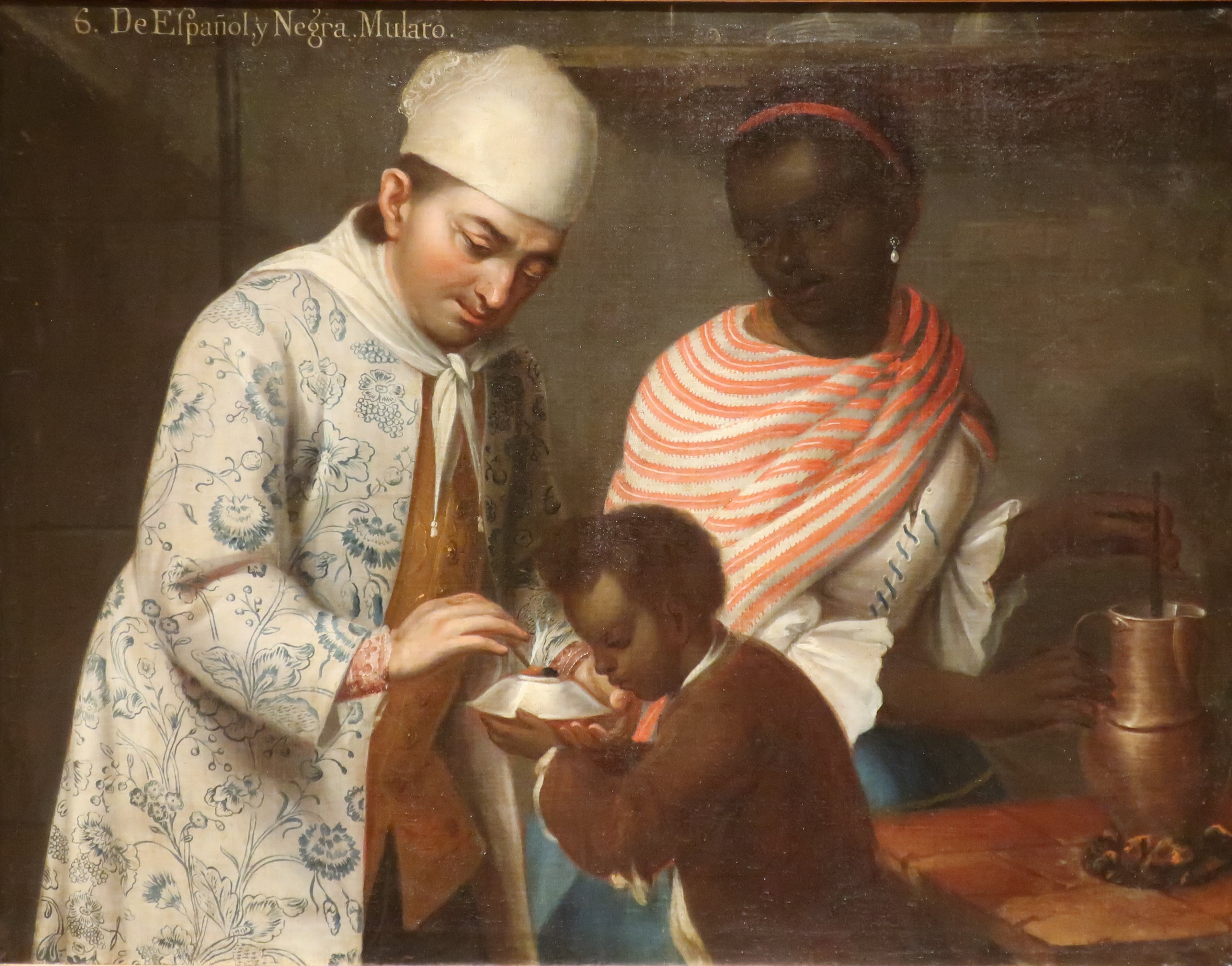
Dipinto Casta raffigurante uno spagnolo, una negra e un mulatto. José de Alcibar, XVIII sec.

I neri erano classificati come parte della "Repubblica degli spagnoli" (República de Españoles), ovvero il settore ispanico di europei, africani e castas di razza mista, mentre gli indigeni erano membri della "Repubblica degli indiani" (República de Indios), e sotto la protezione della corona spagnola. Sebbene si stesse formando un'associazione tra la negritudine e la schiavitù, c'erano africani che ottennero lo status formale di vecino (residente, cittadino), una designazione di grande importanza nella società coloniale. A Puebla de los Ángeles, un insediamento di recente fondazione per gli spagnoli, un piccolo numero di uomini neri ottenne questo status. Un nero libero, il banditore Juan de Montalvo, era ben insediato e a Puebla, con collegamenti con le élite spagnole locali. Altri erano noti per possedere terreni e impegnarsi nel mercato immobiliare locale.
I neri e i mulatti liberi (discendenti di europei e africani) erano soggetti al pagamento di un tributo alla corona, così come gli indiani, ma a differenza degli indiani, i neri e i mulatti liberi erano soggetti alla giurisdizione del Sant'Uffizio dell'Inquisizione. La libertà legale poteva essere ottenuta tramite la manomissione, con la libertà acquistata dalla persona ridotta in schiavitù. Un atto di emancipazione del 1585 (Carta de libertad) a Città del Messico mostra che la donna precedentemente ridotta in schiavitù, Juana (una negra criolla, cioè nata in Messico), pagò la sua padrona per la sua libertà con l'aiuto del marito di Juana, Andrés Moreno. Il prezzo della libertà era la grande somma di 200 pesos d'oro. La sua ex proprietaria, Doña Inéz de León, dichiarò che "è mia volontà che [Juana] sia libera ora e per sempre e non soggetta a servitù. E come tale persona può e deve andare in qualsiasi parte e luogo desideri; e può comparire in giudizio e riscuotere e ricevere la sua proprietà e gestire e amministrare la sua proprietà; e può fare testamenti e codicilli e nominare eredi ed esecutori; e può agire e disporre della sua persona in qualsiasi modo una persona libera, nata da genitori liberi, possa e debba fare".

### Resistenza degli schiavi
Le rivolte degli schiavi neri si verificarono in Messico come in altre parti delle Americhe, con una a Veracruz nel 1537 e un'altra nella capitale spagnola di Città del Messico. Gli schiavi fuggitivi erano chiamati cimarrones, che fuggivano per lo più verso gli altopiani tra Veracruz e Puebla, con un certo numero che si dirigeva verso la regione di Costa Chica in quella che oggi è Guerrero e Oaxaca. L'UNESCO ha scritto un libro che parlava della storia della tratta degli schiavi e dei modi in cui era coinvolta l'America Latina. Nel capitolo intitolato "La tratta degli schiavi nei Caraibi e in America Latina" menzionano che l'obiettivo principale della Spagna era quello di esplorare "territori tropicali appena scoperti" per aiutarli a ottenere risorse e generare ricchezza e potere. In questo capitolo, menzionano anche diverse ragioni per cui la tratta degli schiavi si sviluppò lungo le coste. I fuggitivi a Veracruz formarono insediamenti chiamati palenques che avrebbero combattuto le autorità spagnole. Il più famoso di questi era guidato da Gaspar Yanga. Egli entrò in Messico perché era uno schiavo che lavorava nelle piantagioni di zucchero di Orizaba durante l'anno 1540. Yanga riuscì a fuggire da questa piantagione nell'anno 1579 e se ne andò per nascondersi sulle montagne. In quel luogo Yanga fondò un palenque. L'unico modo in cui gli schiavi che si trovavano nella zona potevano sopravvivere era seguire l'esempio degli altri. Più schiavi sentivano parlare di Yanga e della sua fuga, più creavano gruppi e progettavano di fuggire dalle piantagioni create dai loro padroni spagnoli. Il loro capo era Yanga. Poiché egli e i suoi seguaci avevano creato una comunità sulle montagne e sapevano che gli spagnoli usavano solo determinate strade per trasportare le merci, progettarono di derubarli. I seguaci di Yanga spesso si nascondevano e aspettavano che gli spagnoli passassero da determinati punti per rubare loro le loro merci. Gli spagnoli dichiararono quindi guerra a Yanga e ai suoi seguaci e persero, quindi fu concessa la libertà a Yanga e al suo esercito. Yanga vinse questa guerra e quindi fu titolato a chiedere terre alle autorità spagnole; voleva che il suo popolo avesse una città propria che inizialmente era conosciuta come "San Lorenzo de los Negros" ma poi divenne il comune di Yanga, Veracruz, la prima comunità di neri liberi nelle Americhe.

### Comunità nere libere nel Messico coloniale

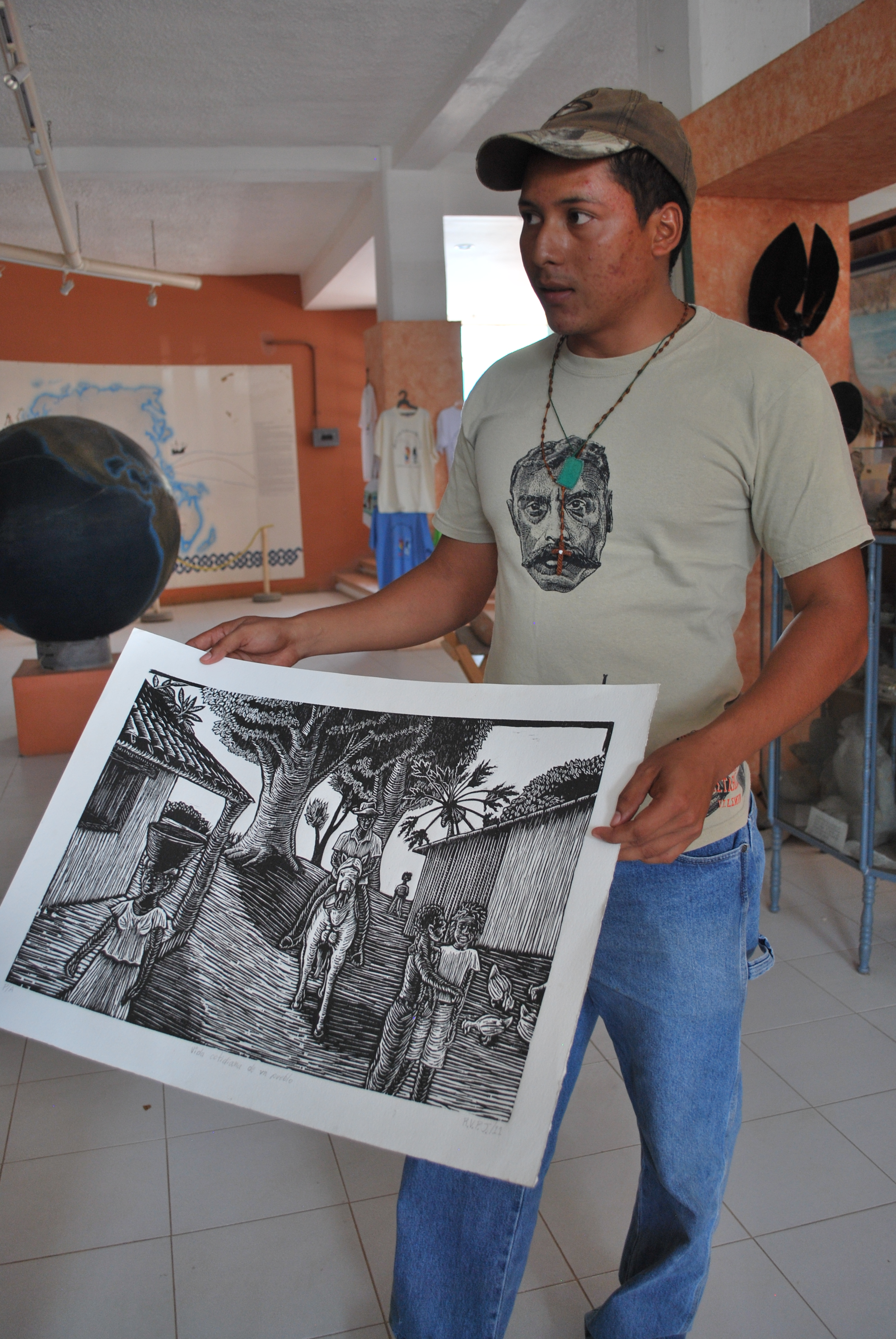
L'artista Ramiro Victor Paz Jimenez mostra il suo lavoro al Museo de las Culturas Afromestizas a Cuajinicuilapa, Guerrero.

Nel XVII secolo, la popolazione nera libera superava già in numero quella schiavizzata, nonostante la schiavitù fosse alla sua massima estensione nella colonia in quel periodo. Creoli e mulatti occupavano una buona parte della popolazione in Messico nel 1600. La maggior parte degli schiavi africani proveniva, secondo quanto riferito, "dalla terra dell'Angola", che riconfigurarono la cultura africana nel Messico coloniale, completando al contempo la presenza esistente di creoli. Lo studioso Herman L. Bennet registra che il Messico coloniale del XVII secolo era "la patria della popolazione nera più diversificata delle Americhe". Città del Messico, costruita sulle rovine della capitale Mexica di Tenochtitlan, divenne il centro di diverse comunità, tutte al servizio dei ricchi spagnoli come "artigiani, domestici, braccianti e schiavi". Questa popolazione comprendeva "spagnoli impoveriti, indiani conquistati ma differenziati, africani ridotti in schiavitù (ladinos, individui che parlavano il castigliano, e bozales, individui provenienti direttamente dalla Guinea o dall'Africa, che invece non erano in grado di parlarlo) e le nuove popolazioni ibride (meticci, mulatti e zambos, persone con origini sia indiane che africane)". Gli spagnoli cattolici istituirono incursioni ecclesiastiche a partire dal 1569 su queste comunità per mantenere l'ordine e garantire le norme di genere e coniugali che loro, comprese le persone di discendenza africana, "potevano assumere nel Commonwealth cristiano".
Poiché non esistevano registri ufficiali del censimento nel XVII secolo, la dimensione esatta della popolazione nera libera in Messico rimane sconosciuta, sebbene Bennet concluda, sulla base di numerose fonti del periodo, che vi fosse una "estesa presenza di neri liberi all'inizio del XVII secolo". Nel XVII secolo, a causa dell'indottrinamento forzato istituito dai colonizzatori spagnoli, le credenze, i rituali e le pratiche cristiane stavano già diventando normali da una consistente popolazione di creoli neri nel Messico coloniale, simile alla popolazione indigena e meticcia: "cercava di allontanare gli indiani e gli africani dalle loro precedenti collettività, tradizioni e passati che avevano sancito il loro passato sé. Tale allontanamento era sia un obiettivo dichiarato che implicito dei padroni e delle autorità coloniali". Nel 1640, il regolare commercio di schiavi verso il Messico coloniale terminò.
Il movimento nazionalista messicano, che alimentò la guerra d'indipendenza messicana dal 1810 al 1821, si basava sulla nozione ideologica che il Messico possedesse una tradizione culturale unica, una nozione che fu negata dalle élite imperiali europee che affermavano che il Messico non aveva alcuna base per la nazionalità, e portò alla cancellazione intenzionale di una presenza nera dalla storia del Messico. Lo studioso Herman L. Bennet afferma che "le richieste di un precedente movimento politico non dovrebbero più sanzionare le pratiche ideologiche che storicamente escludevano il passato nero e attualmente lo confinano ai margini della storia", paragonando questa cancellazione a un atto di "pulizia etnica".

### Afro-messicani e Chiesa cattolica
Il cattolicesimo ha plasmato la vita della stragrande maggioranza degli africani nella società coloniale. I neri ridotti in schiavitù erano contemporaneamente membri della comunità cristiana e beni mobili, proprietà privata dei loro padroni. In generale, la Chiesa non prese posizione contro la schiavitù africana come istituzione, sebbene il frate domenicano Bartolomé de las Casas più avanti nella vita fece una campagna contro la loro servitù forzata, e il secondo arcivescovo del Messico, Alonso de Montúfar, si espresse contro di essa. Montúfar condannò la tratta transatlantica degli schiavi e ne chiese la cessazione e considerò i benefici dell'incorporazione degli africani nel cristianesimo come schiavi non pari al costo di lacerare i loro legami con la famiglia in Africa. Le sue suppliche e condanne furono ignorate.
I registri ecclesiastici di battesimi, matrimoni, sepolture e dell'Inquisizione indicano un alto livello di impegno formale della chiesa con gli africani. Gli schiavi e gli africani liberi erano membri a pieno titolo della chiesa. Con l'aumento della popolazione africana con l'importazione di schiavi non acculturati (bozales), le élite bianche iniziarono a preoccuparsi di controllare il comportamento degli schiavi e di mantenere l'ortodossia cristiana. Con l'istituzione dell'Inquisizione nel 1571, gli africani comparvero davanti al tribunale in numeri sproporzionati. Sebbene Frank Tannenbaum (uno storico, sociologo e criminologo austriaco-americano, che ha dato un contributo significativo alla storia moderna del Messico durante la sua carriera alla Columbia University) affermi che la chiesa intervenne nelle relazioni padrone-schiavo per ragioni umanitarie, Herman L. Bennett sostiene che la chiesa era più interessata a regolamentare e controllare gli africani nella sfera religiosa. Quando la corona spagnola permise che i bozales fossero importati nei suoi territori d'oltremare, vide il matrimonio cristiano come un modo per controllare gli schiavi. La chiesa intervenne a favore degli individui schiavizzati nonostante le obiezioni dei loro padroni sulla scelta matrimoniale e sui diritti coniugali. Gli schiavi impararono a modellare queste protezioni religiose per sfidare l'autorità dei padroni attraverso il diritto canonico, minando così il controllo assoluto dei padroni sulla loro proprietà schiavizzata. Per la chiesa, l'identità cristiana degli schiavi era più importante del loro status di beni mobili. I registri battesimali e matrimoniali forniscono informazioni sui legami all'interno della comunità afro-messicana tra genitori, padrini e testimoni dei sacramenti.
I neri e gli afromestizos formarono e si unirono a confraternite religiose, confraternite laiche sotto la supervisione della chiesa, che divennero spazi religiosi e sociali per rafforzare i legami degli individui con una comunità più ampia. Questi gruppi organizzati di uomini e donne laici, sanzionati dalla Chiesa cattolica romana, diedero legittimità alle loro attività nella società coloniale spagnola. Queste confraternite nere erano spesso finanziate dagli spagnoli e dalla gerarchia ecclesiastica erano in realtà ampiamente sostenute dagli spagnoli, arrivando persino a finanziarne molte. E sebbene questo sostegno alle confraternite da parte degli spagnoli e della Chiesa fosse in effetti un tentativo di mantenere il controllo morale sulla popolazione africana, i membri delle confraternite erano in grado di utilizzare queste confraternite e sorellanze per mantenere e sviluppare le loro identità esistenti. Un esempio notevole di ciò è la popolarità della scelta di santi africani, come Sant'Efigenia, come patroni della confraternita, una chiara rivendicazione di legittimità africana per tutti gli africani.
Le persone di origine africana trovarono in queste confraternite modi per mantenere vive parti della loro cultura africana attraverso l'uso di ciò che era socialmente disponibile per loro. In particolare nel cristianesimo barocco popolare all'epoca e nelle feste che si svolgevano in questo ambiente spirituale, principalmente feste religiose pubbliche. Questo fervore culminò in atti di flagellazione, specialmente intorno al periodo della settimana santa, come segno di grande umiltà e sofferenza volontaria, che a sua volta, avvicinava un individuo a Gesù. Questa pratica alla fine sarebbe diminuita e avrebbe dovuto affrontare le critiche dei vescovi a causa del fatto che spesso l'anonimato e la natura violenta di questo atto pubblico di pietà potevano portare, e potrebbero aver portato, a violenza indiscriminata. La partecipazione alle processioni è un altro modo piuttosto importante e drammatico in cui queste confraternite esprimevano la loro pietà. Questo era un modo per la comunità nera di mostrare la propria ricchezza materiale che era stata acquisita attraverso la confraternita, solitamente sotto forma di statue di santi, candele, agnelli intagliati con diademi d'argento e altri vari preziosi manufatti religiosi.
L'uso di una santa africana, Sant'Efigenia, è anche una rivendicazione della legittimità di un'identità distintamente femminile. Ciò è significativo perché la confraternita afro-messicana offriva uno spazio in cui il tipico patriarcato spagnolo poteva essere capovolto. Le confraternite offrivano alle donne un luogo in cui potevano assumere posizioni di leadership e autorità attraverso posizioni di mayordomas e madres nella confraternita, spesso ricoprendo persino lo status di fondatrice. Lo status di membro di una confraternita dava anche alle donne nere un senso di rispettabilità agli occhi della società spagnola. Arrivando, in alcuni casi, fino a concedere privilegi legali quando venivano esaminate e processate dall'Inquisizione. Si assumevano anche la responsabilità di fornire servizi medici di base come infermiere. Le donne erano spesso incaricate di acquisire finanziamenti per la confraternita attraverso limosnas (elemosine), una forma di carità, perché erano, evidentemente, più brave degli uomini. Alcune donne di origine spagnola che erano ricche decisero di finanziare direttamente alcune di queste confraternite. Questa creazione di ricchezza portò anche a un cambiamento nelle tendenze dell'emancipazione femminile e del coinvolgimento nelle confraternite nel XVIII secolo. Questo cambiamento fu essenzialmente un'ispanizzazione dei membri maschi della confraternita che potrebbe aver comportato un'adozione del sistema patriarcale spagnolo. Questo modello, più o meno nel XVIII secolo, portò a un controllo dei membri femminili al fine di rispettare meglio le norme di genere spagnole. L'ispanizzazione delle confraternite portò gradualmente da un trasferimento del titolo razziale da de negros, "dei neri", a despues españoles, "in seguito spagnoli". Ciò è in gran parte dovuto al fatto che "i fattori socioeconomici erano diventati più importanti della razza nel determinare il rango entro la fine del XVIII secolo".
Anche le istituzioni religiose possedevano schiavi neri, tra cui le proprietà terriere dei gesuiti così come i conventi urbani e le singole suore.

### Attività economica
Importanti settori economici come la produzione di zucchero e l'estrazione mineraria facevano molto affidamento sul lavoro degli schiavi durante quel periodo. Dopo il 1640, il lavoro degli schiavi divenne meno importante, ma le ragioni non sono chiare. La corona spagnola interruppe i contatti con i commercianti di schiavi portoghesi dopo che il Portogallo ottenne l'indipendenza. Il lavoro degli schiavi diminuì nell'estrazione mineraria poiché gli alti margini di profitto consentirono il reclutamento di manodopera salariata. Inoltre, la popolazione indigena e meticcia aumentò e con essa le dimensioni della forza lavoro libera. Nel tardo periodo coloniale, la maggior parte degli schiavi continuò a lavorare nella produzione di zucchero ma anche nelle fabbriche tessili, che erano i due settori che necessitavano di una forza lavoro numerosa e stabile. Nessuno dei due poteva pagare abbastanza per attrarre lavoratori liberi al suo arduo lavoro. Il lavoro degli schiavi rimase importante per la produzione tessile fino alla fine del XVIII secolo, quando furono importati tessuti britannici più economici.
Sebbene fossero parte integrante di certi settori dell'economia fino alla metà del XVIII secolo, il numero di schiavi e i prezzi che ne derivavano diminuirono durante il periodo coloniale. I prezzi degli schiavi furono più alti dal 1580 al 1640, quando si aggiravano intorno ai 400 pesos circa per ogni schiavo. Diminuirono a circa 350 pesos intorno al 1650, rimanendo costanti fino a scendere a circa 175 pesos per un maschio adulto nel 1750. Verso la fine del XVIII secolo, gli schiavi delle fabbriche furono gradualmente eliminati e sostituiti da manodopera indigena, spesso indebitata. Gli schiavi erano quasi inesistenti nel tardo censimento coloniale del 1792. Sebbene vietata poco dopo l'inizio della guerra d'indipendenza messicana, la pratica non terminò definitivamente fino al 1829.

### Afro-messicani e mescolanza razziale

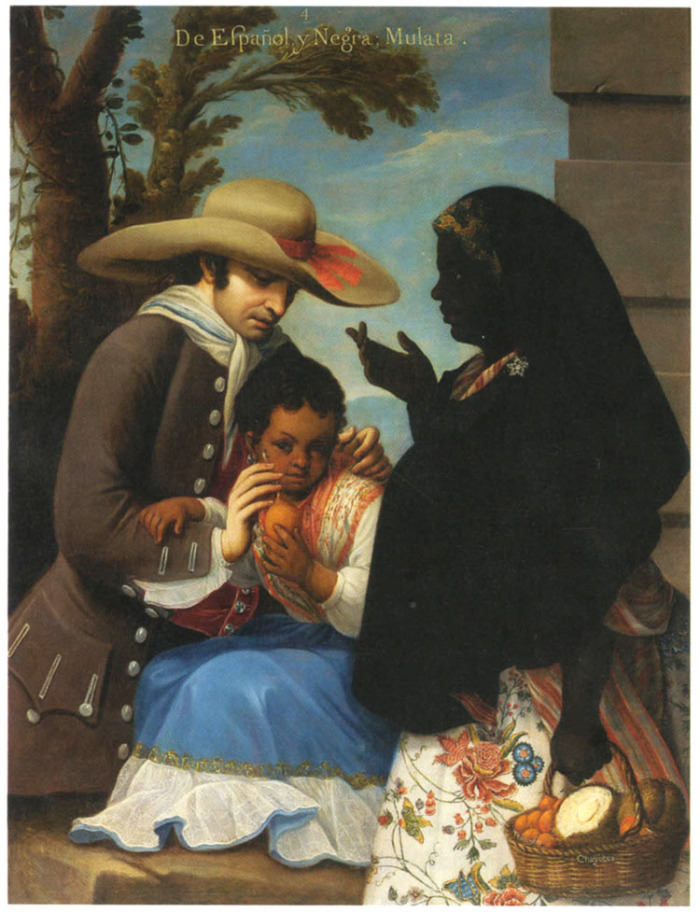
Español (spagnolo) + Negra (donna nera), Mulata. Miguel Cabrera. Messico, 1763.

Fin dall'inizio del periodo coloniale, gli africani e gli africani discendenti avevano prole con europei o indigeni. Ciò portò a un elaborato insieme di termini razziali per le mescolanze che apparvero durante il XVIII secolo. La prole delle coppie miste era divisa in tre gruppi generali: Mestizo per (spagnolo) Bianco/indigeno, Mulatto per (spagnolo) Bianco/Nero e Lobo "lupo" o Zambo, a volte usato come sinonimo; e Zambaigo per Nero/Indigeno. Tuttavia, c'era una sovrapposizione in queste categorie che riconosceva i meticci neri. Questi ultimi rappresentano meno del 2,5% della popolazione messicana a oggi. Inoltre, il tono della pelle divideva ulteriormente le categorie meticci e mulatti. Questo sistema di classificazione gerarchico libero è talvolta chiamato "sistema de castas", sebbene la sua esistenza sia stata recentemente messa in discussione come costrutto ideologico del XX secolo. I dipinti di Las castas furono prodotti durante il XVIII secolo, commissionati dal re di Spagna per riflettere la società messicana di quel tempo. Rappresentano le tre razze, europea, indigena e africana, e la loro complicata mescolanza. Sono basate su gruppi familiari, con genitori e figli etichettati in base alla loro casta. Hanno 16 ordini in una gerarchia.

### Afro-messicani e indipendenza messicana
L'insurrezione armata per l'indipendenza scoppiò nel settembre 1810 e fu guidata dal sacerdote secolare americano-spagnolo Miguel Hidalgo y Costilla. Hidalgo non articolò un programma coerente per l'indipendenza, ma in una prima proclamazione condannò la schiavitù e la tratta degli schiavi e chiese l'abolizione dei tributi, che erano pagati da indiani, neri, mulatti e castas. Nel novembre 1810 ordinò che "i padroni degli schiavi, siano essi americani [nati nel Nuovo Mondo] o europei, devono dare [ai loro schiavi] la libertà entro dieci giorni, pena la morte che la loro mancata osservanza di questo articolo si applicherà a loro". Hidalgo fu catturato, ridotto allo stato laicale e giustiziato nel 1811, ma il suo ex studente di seminario, il sacerdote secolare José María Morelos continuò l'insurrezione per l'indipendenza. Egli formulò un programma per l'indipendenza nei Sentimientos de la Nación al Congresso di Chilpancingo del 1813 che chiedeva anche l'abolizione della schiavitù. Il punto 15 è "Che proibisca la schiavitù per sempre, come la distinzione di casta, essendo tutti uguali e solo il vizio e la virtù distinguono un americano dall'altro". Morelos come Hidalgo fu catturato e ucciso, ma la lotta per l'indipendenza continuò nel "paese caldo" del Messico meridionale sotto Vicente Guerrero, che è descritto come avente radici africane nel Messico moderno. L'ufficiale realista Agustín de Iturbide aveva combattuto gli insorti cambiando la sua fedeltà, ma in seguito combatté per l'indipendenza. Si guadagnò la fiducia di Guerrero e il Piano di Iguala, dal nome della città nel paese caldo in cui fu proclamato, espose gli obiettivi dell'insurrezione, chiedendo l'indipendenza, il primato del cattolicesimo e la monarchia, con il punto 12 che imponeva "Tutti gli abitanti dell'Impero, senza alcuna distinzione se non il merito e la virtù, sono cittadini adatti a qualsiasi impiego scelgano". L'alleanza tra Guerrero e Iturbide portò alla formazione dell'Esercito delle Tre Garanzie. Il dominio imperiale spagnolo crollò e il Messico ottenne l'indipendenza nel settembre 1821. Nonostante l'indipendenza politica, l'abolizione della schiavitù non avvenne fino a quando Guerrero non divenne presidente del Messico nel 1829.

### Conflitto con gli Stati Uniti sull'espansione della schiavitù
Sebbene il Messico non abbia abolito la schiavitù subito dopo l'indipendenza, l'espansione dell'insediamento anglo-americano in Texas con i loro schiavi neri divenne un punto di contesa tra gli Stati Uniti e il Messico. Il territorio settentrionale era stato rivendicato dall'Impero spagnolo ma non colonizzato oltre alcune missioni. Il governo messicano vide una soluzione al problema degli attacchi indiani nel nord invitando l'immigrazione da parte degli americani americani. Invece di stabilirsi nel territorio conteso dai gruppi indiani del nord, gli anglo-americani e i loro schiavi neri stabilirono l'agricoltura nel Texas orientale, contiguo al territorio statunitense in Louisiana. Il presidente messicano Anastasio Bustamante, preoccupato che gli Stati Uniti avrebbero annesso il Texas, cercò di limitare l'immigrazione anglo-americana nel 1830 e ordinò che non ci fossero nuovi schiavi nel territorio. Il proprietario di schiavi e colono del Texas Stephen F. Austin considerava la schiavitù assolutamente necessaria per il successo dell'insediamento e riuscì a ottenere un'esenzione dalla legge. Il Texas si ribellò al governo centrale messicano di Antonio López de Santa Anna, ottenendo la sua indipendenza de facto nel 1836. La rivoluzione del Texas significò la continuazione della schiavitù nera e quando il Texas fu annesso agli Stati Uniti nel 1845, entrò nell'Unione come stato schiavista. Tuttavia, il Messico si rifiutò di riconoscere l'indipendenza del territorio fino a dopo la guerra messicano-americana (1846-1848), e il trattato di Guadalupe Hidalgo tracciò il confine tra i due paesi. Dopo l'ignominiosa sconfitta da parte degli Stati Uniti, il presidente messicano José Joaquín de Herrera inviò una proposta di legge al Congresso per creare lo Stato di Guerrero, dal nome dell'eroe meticcio dell'indipendenza, da parti di Michoacán, Puebla e Messico, nel paese caldo dove il leader insorto deteneva il territorio. Il Messico divenne una destinazione per alcuni schiavi neri e seminole neri meticci in fuga dalla schiavitù negli Stati Uniti. Erano liberi una volta attraversato il territorio messicano.

### Visibilità afro-messicana nel XX secolo
Molte delle opinioni prevalenti sulla nerezza all'inizio del XX secolo sostenevano che la razza si sarebbe alla fine estinta attraverso l'assimilazione volontaria. Questa convinzione sosteneva che i popoli afro-discendenti, insieme alle altre razze, alla fine si sarebbero uniti in una "razza cosmica". Questa razza cosmica avrebbe avuto una combinazione di tutte le migliori qualità e sarebbe stata priva delle peggiori qualità delle varie razze. A causa dell'enfasi posta sull'importanza della mescolanza razziale e dello "sbiancamento" di se stessi, molti ritenevano prudente semplicemente ignorare la popolazione afro-messicana e la sua storia. I sostenitori di questa teoria, come il politico José Vasconcelos, avrebbero continuato a caratterizzare il meticciato, o mescolanza razziale, come tra popolazioni indigene e bianche; questo escludeva virtualmente i popoli di origine africana dalla narrazione messicana. Vasconcelos escluse gli afro-messicani dalla "razza cosmica" e molti politici post-rivoluzionari si schierarono con le sue opinioni sulla razza e sul meticciato, cementando le ideologie razziali prevalenti post-rivoluzionarie.
All'inizio del ventesimo secolo, il Messico era noto per essere un rifugio sicuro dalla discriminazione razziale, in particolare per i cittadini afro-discendenti degli Stati Uniti che vi cercavano rifugio. In particolare, il famoso pugile Jack Johnson fuggì in Messico nel 1919 e lo dichiarò un rifugio sicuro dai pregiudizi razziali. A partire dal 1925, il Ministero degli Interni messicano iniziò a limitare l'immigrazione. Negli anni '30 alcuni funzionari incoraggiavano l'immigrazione solo da coloro che ritenevano di buona origine razziale. Anche i viaggi in Messico erano limitati e a coloro che richiedevano visti turistici poteva essere negato l'accesso in base alla loro razza fino al 1939 circa. Ciò contraddiceva l'immagine che il Messico desiderava presentare sulla sua uguaglianza razziale. Dopo le minacce internazionali di denunciare queste pratiche e rovinare la reputazione messicana di uguaglianza razziale, la politica sull'immigrazione messicana iniziò a cambiare. Nel 1939, la NAACP emise una dichiarazione ufficiale secondo cui il Messico non discriminava più i cittadini afro-discendenti degli Stati Uniti che desideravano viaggiare nel paese.
Studiosi messicani come l'antropologo Gonzalo Aguirre Beltrán o il caricaturista Miguel Covarrubias hanno contribuito ad avviare il processo di riconoscimento delle influenze culturali africane del Messico, nonché a rendere le popolazioni più visibili e rilevanti. Covarrubias avrebbe utilizzato le sue capacità artistiche per evidenziare le culture afro-messicane nel New Negro Movement degli anni '20 e '30 e per mappare le aree con influenza culturale africana. Covarrubias sosteneva che comprendere la storia dell'africanismo in Messico era una parte fondamentale per comprendere il Messico nel suo insieme. Dopo il 1945, Aguirre Beltrán divenne il principale studioso messicano sugli afro-messicani. Egli avrebbe criticato il sistema coloniale delle caste e la sua rigida categorizzazione razziale e avrebbe invece proposto un sistema di categorizzazione costituito dalle tre categorie primarie di Indomestizo (discendenza indigena), Euromestizo (discendenza europea) e Afromestizo (discendenza africana). Negli anni '40, il censimento messicano iniziò a riflettere il rifiuto delle rigide classi razziali in Messico, poiché sostituì la categorizzazione basata sulla razza biologica con categorie relative all'identificazione con determinate pratiche culturali come il tipo di scarpe che si indossavano o il pane che si mangiava. Sebbene questo fosse un tentativo di diminuire le tensioni razziali e la categorizzazione, fu condannato da Aguirre Beltrán perché non riconosceva ancora gli afro-messicani e li incoraggiava a dichiararsi bianchi o indigeni perché molti si erano assimilati a queste pratiche culturali. Anche mentre promuoveva la visibilità dei neri, Aguirre Beltrán fece circolare le sue idee secondo cui non esistevano individui con un'eredità africana pura in Messico e che i neri isolati dal resto della società erano violenti e aggressivi.
Verso la fine degli anni '40, la questione divenne come definire le popolazioni afromestizo e distinguerle dalle comunità indigene. Anche se si poteva identificare un individuo come discendente africano dalle sue caratteristiche fisiche, era culturalmente misto e non poteva essere facilmente separato dalla popolazione più ampia dalle sue pratiche culturali. Le comunità nere in Messico venivano ufficialmente riconosciute dagli studiosi e l'esistenza delle popolazioni afromestizo non poteva più essere negata. Tuttavia, solo nel 2015 la discendenza africana fu aggiunta come categoria di censimento per il riconoscimento ufficiale del governo delle popolazioni afro-messicane.

## Demografia

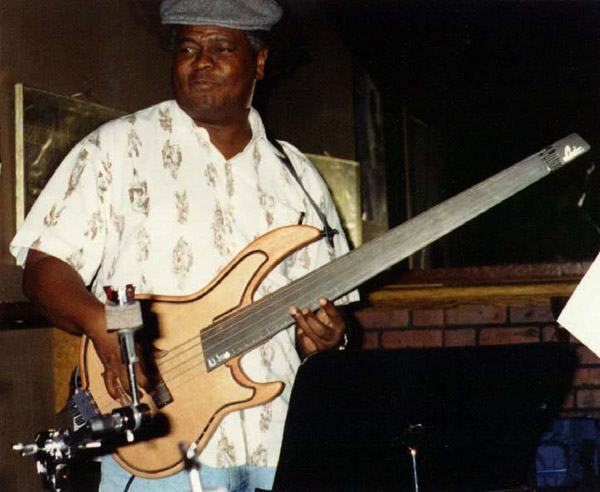
Il bassista messicano-americano Abraham Laboriel.

Secondo il censimento INEGI del 2020, c'erano 2.576.213 messicani che si identificavano come afro-discendenti, il 2,04-3% della popolazione del paese. I luoghi con grandi comunità afro-messicane sono: Costa Chica di Guerrero, Costa Chica di Oaxaca e Veracruz. Mentre il Messico settentrionale ha alcune città con una minoranza di messicani di discendenza africana. Gli afro-discendenti possono essere trovati in tutto il paese, tuttavia sono numericamente insignificanti in alcuni Stati. Ci sono anche immigrati recenti di origine africana e afro-caraibica.

### Popolazione afro-messicana nella Costa Chica

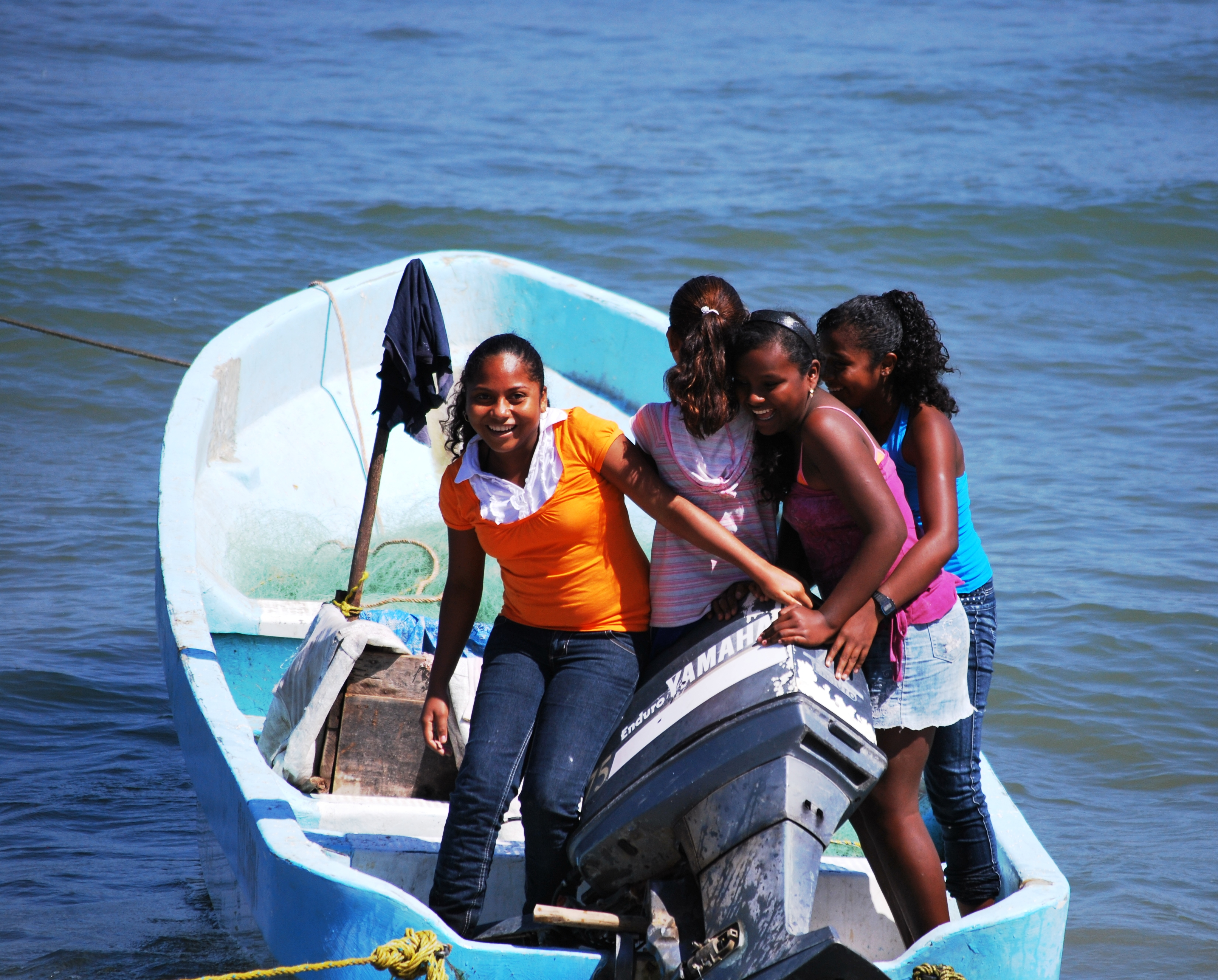
Ragazze Afromestiza a Punta Maldonado, Cuajinicuilapa, Guerrero.

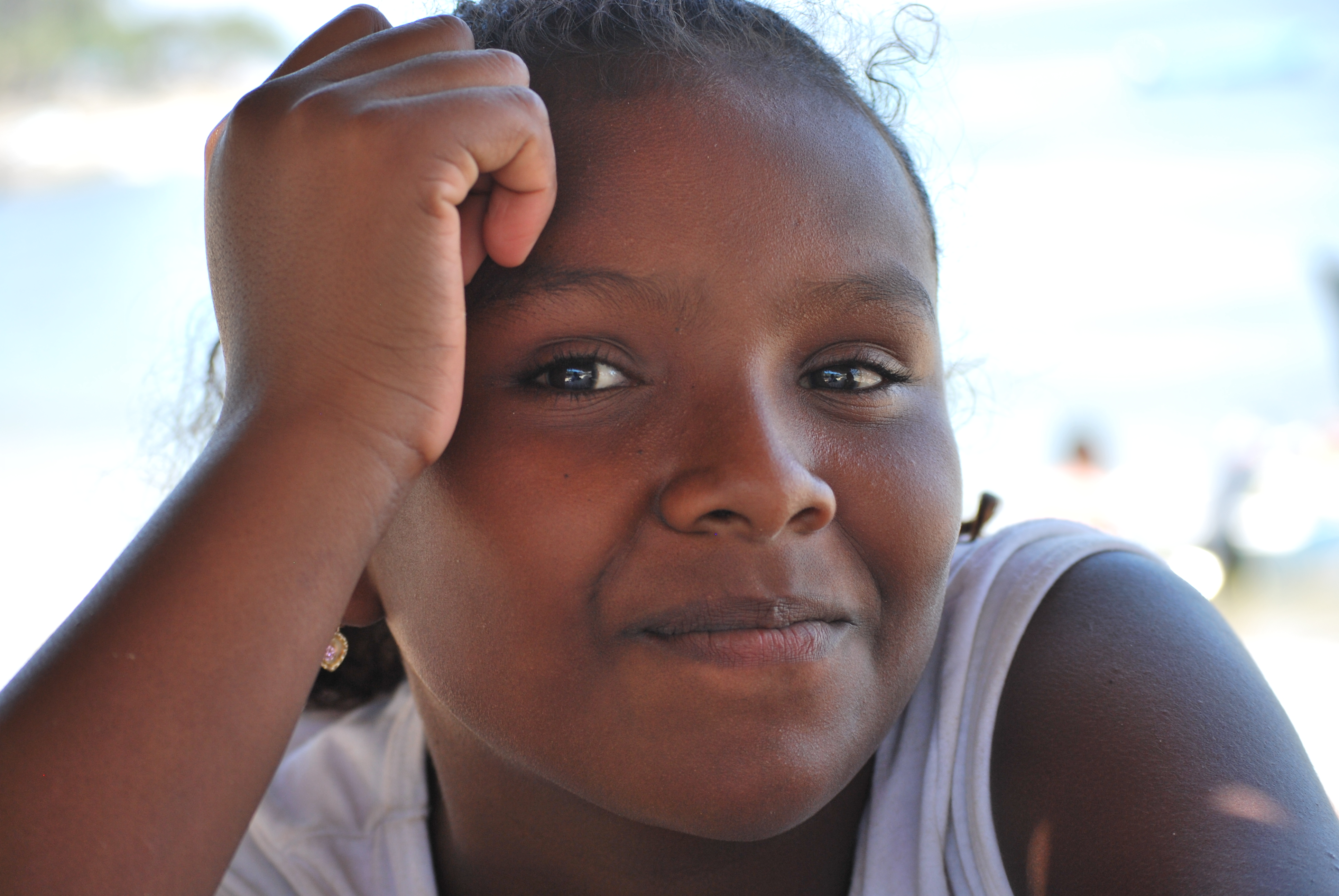
Ragazza di Punta Maldonado, Guerrero.

La Costa Chica ("piccola costa" in spagnolo) si estende da Acapulco alla città di Puerto Ángel a Oaxaca sulla costa pacifica del Messico. La Costa Chica non è molto conosciuta dai viaggiatori, con poche attrazioni, soprattutto dove vivono gli afro-messicani. Le eccezioni sono le spiagge di Marquelia e Punta Maldonado a Guerrero e la riserva naturale di Chacahua, Oaxaca. L'area era molto isolata dal resto del Messico, il che spinse gli schiavi fuggitivi a trovare rifugio qui. Tuttavia, questo è cambiato in larga misura con la costruzione della Fed 200 che collega l'area ad Acapulco e ad altre città sulla costa pacifica. L'identità africana e le caratteristiche fisiche sono più forti in quel luogo che altrove in Messico poiché gli schiavi qui non si sposavano tra loro nella misura in cui lo facevano altri. Non solo la pelle nera e le caratteristiche africane sono più evidenti, ma ci sono anche molti esempi di canti, balli e altre forme d'arte basate sull'Africa. Le case della zona erano in passato capanne rotonde di fango e paglia, la cui costruzione può essere fatta risalire a quella che oggi è la Costa d'Avorio e il Ghana. I racconti sulle origini spesso si concentrano sulla schiavitù. Molti si riferiscono alle origini degli abitanti parlando di un naufragio (spesso una nave negriera) dove i sopravvissuti si stabilirono in quei luoghi o dei discendenti degli schiavi liberati per aver combattuto nella Guerra d'indipendenza messicana. La regione ha una distinta danza di influenza africana chiamata Danza de los Diablos (Danza dei diavoli) che viene eseguita per il Giorno dei Morti. Ballano per le strade con costumi e maschere selvaggi accompagnati da musica ritmica. È considerata un sincretismo della tradizione cattolica messicana e del rituale dell'Africa occidentale. Tradizionalmente la danza è accompagnata da uno strumento dell'Africa occidentale chiamato bote, ma sta morendo perché le generazioni più giovani non hanno imparato a suonarlo.
Ci sono un certo numero di "pueblos negros" o città nere nella regione come Corralero e El Ciruelo a Oaxaca, e la più grande è Cuajinicuilapa a Guerrero. Quest'ultima ospita un museo chiamato Museo de las Culturas Afromestizos che documenta la storia e la cultura della regione.
Gli afro-messicani qui vivono tra meticci (indigeni/bianchi) e vari gruppi indigeni come gli Amuzgos, i Mixtechi, i Tlalpanec e i Chatinos. I termini usati per indicarli variano. I bianchi e i meticci nella Costa Chica li chiamano "morenos" (che significa "dalla pelle scura") e gli indigeni li chiamano "negros" (che significa nero). Un sondaggio condotto nella regione ha determinato che gli afro-messicani in questa regione preferivano il termine "negro", sebbene alcuni preferiscano "moreno" e un certo numero usi ancora "meticcio". Le relazioni tra le popolazioni afro-messicane e indigene erano tese poiché c'era una lunga storia di ostilità e, sebbene oggi non ci sia ostilità aperta, abbondano stereotipi negativi da entrambe le parti.

### Popolazione afro-messicana a Veracruz

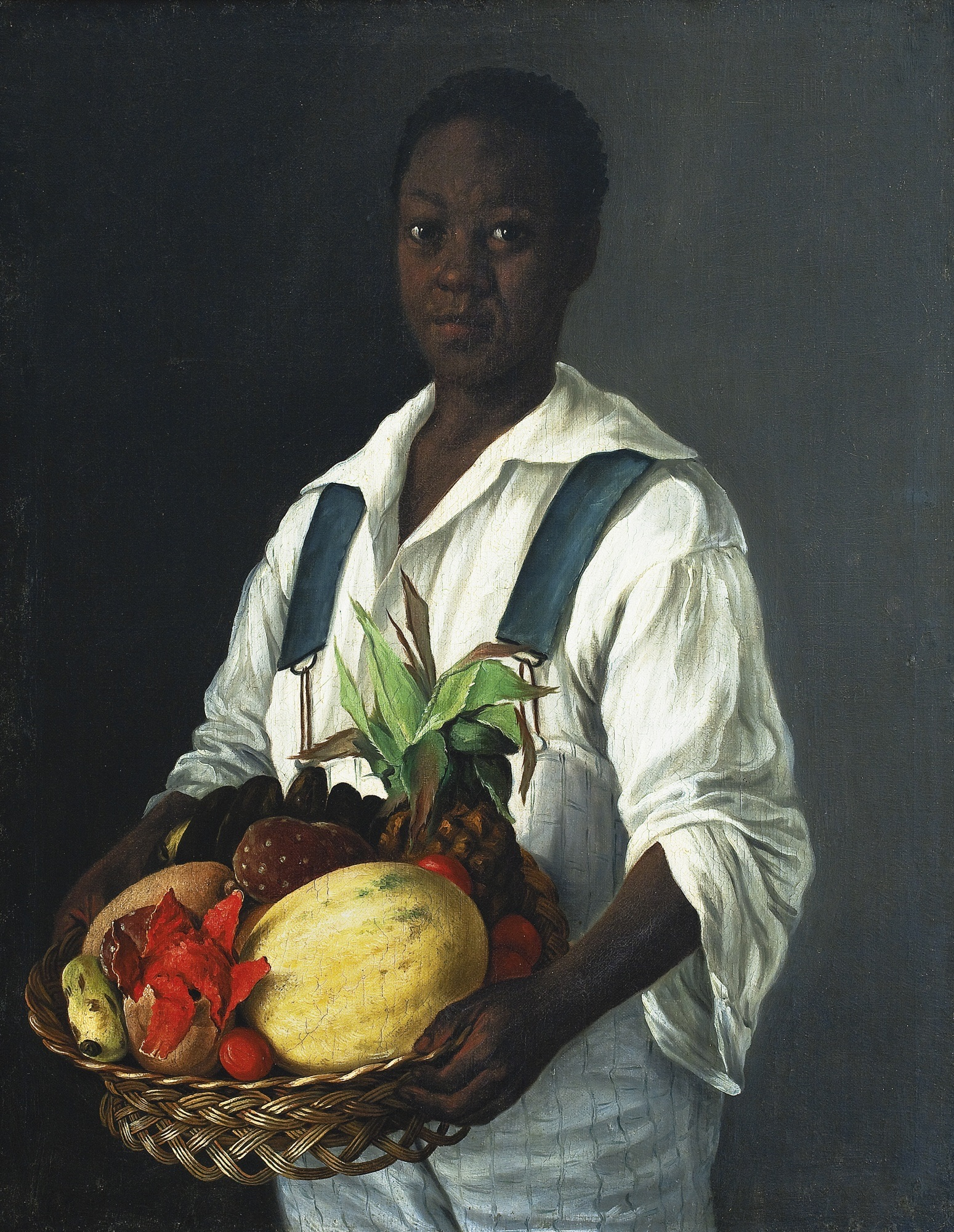
El Costeño di José Agustín Arrieta, il dipinto mostra un ragazzo della costa, probabilmente Veracruz, con in mano un cesto di frutta (1850).

Come la Costa Chica, lo Stato di Veracruz ha un certo numero di pueblos negros, in particolare le città che hanno un nome di origine africana come Mandinga, Matamba, Mozambico e Mozomboa così come Chacalapa, Coyolillo, Yanga e Tamiahua. La città di Mandinga, che si trova a circa 55 minuti a sud di Veracruz, è particolarmente nota per i ristoranti che costeggiano la sua strada principale. Coyolillo ospita un carnevale annuale con danze afro-caraibiche e altri elementi africani.
Tuttavia, i gruppi tribali e familiari vennero separati e dispersi in misura maggiore attorno alle aree di coltivazione della canna da zucchero a Veracruz. Ciò ebbe come effetto il verificarsi di matrimoni misti e la perdita o l'assorbimento della maggior parte degli elementi della cultura africana in poche generazioni. Questi matrimoni misti hanno avuto una conseguenza: mentre Veracruz rimane "la più nera" nell'immaginario popolare del Messico, coloro che hanno la pelle marrone scuro vengono scambiati per quelli provenienti dai Caraibi e/o non "veramente messicani". La popolazione totale di persone di discendenza africana, comprese le persone con uno o più antenati africani, è del 4%, la terza più alta di qualsiasi Stato messicano.
Il fenomeno dei fuggitivi e delle ribellioni degli schiavi iniziò presto a Veracruz con molti che fuggirono nelle zone montuose a ovest dello Stato, vicino a Orizaba e al confine con Puebla. Qui gruppi di schiavi fuggitivi fondarono comunità ribelli chiamate palenques per resistere alle autorità spagnole. La Palenque più importante fu fondata nel 1570 da Gaspar Yanga e resistette agli spagnoli per circa quarant'anni fino a quando essi furono costretti a riconoscerla come comunità libera nel 1609, con il nome di San Lorenzo de los Negros. Fu rinominata Yanga nel 1932. Yanga fu il primo comune di schiavi liberati nelle Americhe. Tuttavia, la città vera e propria non ha quasi persone di evidente origine africana. Tali persone vivono nelle comunità più piccole e rurali.
Poiché i discendenti africani si sono ampiamente dispersi nella popolazione generale, l'influenza africana e afro-cubana può essere vista nella musica, nella danza, nella poesia improvvisata, nelle pratiche magiche e soprattutto nel cibo di Veracruz. La musica son di Veracruz, conosciuta come son jarocho e meglio conosciuta attraverso la popolarità del successo "La Bamba", mostra un mix di influenze andaluse, canarie e africane.

### Popolazione afro-messicana nel Messico settentrionale
Le città nel Messico settentrionale, in particolare a Coahuila e lungo il confine del paese con il Texas, hanno anche popolazioni e presenza afro-messicana. Alcuni schiavi e neri americani liberi migrarono nel Messico settentrionale nel XIX secolo dagli Stati Uniti. Alcune delle rotte della Underground Railroad portavano in Messico. Un gruppo in particolare era quello dei Mascogos, un ramo dei Seminole neri, originari della Florida, che fuggirono dalla schiavitù e i neri americani liberi si mescolarono con i nativi Seminole. Molti di loro si stabilirono nella città di El Nacimiento, Coahuila e nei suoi dintorni, dove i loro discendenti rimangono tuttora.

## Influenza africana sulla cultura messicana

### Cucina

#### Banane e platani
Sia le banane che i platani provengono dall'Asia orientale, ma al tempo della colonizzazione europea erano facilmente reperibili nel continente africano, dove si sarebbero fatti strada verso il Nuovo Mondo. Le banane furono segnalate in Messico già a metà del 1500. La parola "banana" stessa deriva dalla parola wolof banana.

#### Okra
Sebbene non sia comune, l'okra viene consumato principalmente nella regione settentrionale del Messico, dove è chiamato ocra e nella regione meridionale del Messico dove è chiamato quimbombó. Le parole ocra e okra derivano dalla parola Igbo okuru in riferimento alla stessa pianta. La parola quimbombó deriva dalla parola Kimbundu Ki-ngombo.

#### Fagioli dall'occhio
I fagioli dall'occhio, la cui varietà principale è il fagiolo dall'occhio nero, sono un'altra coltura poco comune in Messico, ma nello stato di Guanajuato sono chiamati Vericonas. I fagioli dall'occhio sono originari dell'Africa occidentale e hanno raggiunto il Nuovo Mondo attraverso la tratta transatlantica degli schiavi. Nel 1500 lo stato di Guanajuato era noto per la sua grande popolazione africana, dove nel 1580 circa 800 schiavi furono segnalati mentre lavoravano in una miniera singolare.

### Arti
La prima registrazione visiva documentata della presenza di africani in quello che sarebbe stato il Messico è stata negli artisti-scrivani indigeni, mentre in questi scritti queste figure sarebbero state secondarie rispetto alla narrazione principale, ci sono chiare rappresentazioni di loro come individui attivi nelle loro stesse agenzie. Con il progredire della storia messicana, le influenze africane e le immagini dei corpi neri persistono attraverso la cancellazione. Il movimento del Messico verso l'indipendenza nel 1810 nota che il 10% della popolazione era di discendenza africana. Mentre l'indipendenza messicana prevale e l'identità razziale e nazionale messicana si è trovata, un'immagine visiva dell'identità messicana viene spesso creata senza tenere a mente gli individui neri. Il muralismo messicano è stato un movimento artistico che ha creato spazio per gli afro-discendenti. Il muralista Fernando Leal è stato un artista che si è impegnato con le prospettive della razza discussa e la tipica cancellazione degli afro-messicani. L'artista Fermin Revueltas tra il 1922 e il 1923 ha anche dipinto un murale (allo scopo di far discutere dell'argomento) che raffigurava la Vergine Maria come nera.

### Musica

#### Son jarocho
Il Son jarocho è uno stile musicale popolare regionale del Son messicano di Veracruz, uno Stato messicano lungo il Golfo del Messico. È la fusione di elementi musicali spagnoli e africani, che riflettono la popolazione che si è evoluta nella regione dai tempi coloniali spagnoli.

##### La Bamba
La Bamba è un classico esempio dello stile musicale Son jarocho, che ha avuto origine nello Stato messicano di Veracruz e combina elementi musicali spagnoli, indigeni e africani. La canzone è in genere suonata su una o due arpe jarochas insieme ai parenti della chitarra jarana jarocha e requinto jarocho. La parola bamba deriva da Kimbundu mbamba che significa "maestro" ma anche "qualcuno che fa qualcosa con destrezza o abilità".

#### Cumbia messicana
Sebbene le sue radici siano in Colombia, la cumbia è un genere musicale popolare in Messico. La parola "cumbia" deriva dal vocabolario dell'Africa occidentale. La cumbia ha origine dal sincretismo musicale tra strumenti e tradizioni dei Palenques afro-colombiani, tradizioni musicali indigene colombiane e influenza europea. Si ritiene che la cumbia abbia avuto origine come danza di corteggiamento e si sia sviluppata ulteriormente per abbracciare espressione e resistenza durante lo scambio culturale transatlantico.